# Чемпионат Уругвая по футболу 1947
Примера А Уругвая по футболу 1947 года — очередной сезон лиги. Турнир проводился по двухкруговой системе в 18 туров. Все клубы из Монтевидео. Клуб, занявший последнее место, выбыл из лиги.

## Таблица
| №  | Клуб                 | И  | В  | Н | П  | Заб | Проп | Очки |
| 1  | Насьональ            | 18 | 11 | 5 | 2  | 44  | 15   | 27   |
| 2  | Пеньяроль            | 18 | 9  | 3 | 6  | 41  | 26   | 21   |
| 3  | Рампла Хуниорс       | 18 | 9  | 3 | 6  | 35  | 27   | 21   |
| 4  | Дефенсор             | 18 | 9  | 3 | 6  | 33  | 28   | 21   |
| 5  | КА Ривер Плейт       | 18 | 6  | 8 | 4  | 25  | 19   | 20   |
| 6  | Ливерпуль            | 18 | 9  | 2 | 7  | 33  | 35   | 20   |
| 7  | Сентраль             | 18 | 6  | 2 | 10 | 36  | 44   | 14   |
| 8  | Серро                | 18 | 5  | 4 | 9  | 28  | 42   | 14   |
| 9  | Монтевидео Уондерерс | 18 | 4  | 5 | 9  | 24  | 36   | 13   |
| 10 | Мирамар              | 18 | 2  | 5 | 11 | 19  | 46   | 9    |

Матчи за 2—4 места:
- Дефенсор — Пеньяроль 3:1
- Пеньяроль — Рампла Хуниорс 2:1
- Дефенсор — Рампла Хуниорс не сыгран

Официально места не разыграны

## Матчи

### Тур 1
| Насьональ — Ливерпуль 5:1       |
| Уондерерс — Пеньяроль 3:1       |
| Рампла Хуниорс — Сентраль 3:2   |
| Ривер Плейт — Серро 2:2         |
| Дефенсор — Мирамар Мисьонес 1:0 |

### Тур 2
| Пеньяроль — Сентраль 3:2       |
| Рампла Хуниорс — Насьональ 1:1 |
| Ливерпуль — Дефенсор 2:1       |
| Ривер Плейт — Уондерерс 1:0    |
| Мирамар Мисьонес — Серро 3:3   |

### Тур 3
| Насьональ — Мирамар Мисьонес 4:0 |
| Дефенсор — Пеньяроль 2:1         |
| Серро — Сентраль 2:1             |
| Ливерпуль — Уондерерс 3:2        |
| Ривер Плейт — Рампла Хуниорс 1:1 |

### Тур 4
| Пеньяроль — Серро 3:0                 |
| Уондерерс — Дефенсор 3:1              |
| Рампла Хуниорс — Мирамар Мисьонес 5:1 |
| Сентраль — Ливерпуль 2:1              |
| Насьональ — Ривер Плейт 0:0           |

### Тур 5
| Ривер Плейт — Сентраль 5:3       |
| Серро — Ливерпуль 3:0            |
| Пеньяроль — Мирамар Мисьонес 2:0 |
| Рампла Хуниорс — Уондерерс 4:1   |
| Дефенсор — Насьональ 3:2         |

### Тур 6
| Пеньяроль — Ривер Плейт 0:0      |
| Насьональ — Серро 3:1            |
| Сентраль — Уондерерс 4:1         |
| Ливерпуль — Мирамар Мисьонес 2:0 |
| Дефенсор — Рампла Хуниорс 1:0    |

### Тур 7
| Уондерерс — Насьональ 1:0          |
| Дефенсор — Сентраль 4:2            |
| Мирамар Мисьонес — Ривер Плейт 2:1 |
| Ливерпуль — Пеньяроль 1:0          |
| Серро — Рампла Хуниорс 1:1         |

### Тур 8
| Дефенсор — Ривер Плейт 0:0      |
| Уондерерс — Серро 2:2           |
| Мирамар Мисьонес — Сентраль 1:2 |
| Пеньяроль — Насьональ 0:1       |
| Рампла Хуниорс — Ливерпуль 2:1  |

### Тур 9
| Пеньяроль — Рампла Хуниорс 0:1   |
| Сентраль — Насьональ 1:3         |
| Дефенсор — Серро 4:2             |
| Ливерпуль — Ривер Плейт 2:0      |
| Уондерерс — Мирамар Мисьонес 2:2 |

### Тур 10
| Насьональ — Ливерпуль 1:1       |
| Пеньяроль — Уондерерс 1:0       |
| Сентраль — Рампла Хуниорс 3:1   |
| Ривер Плейт — Серро 2:1         |
| Дефенсор — Мирамар Мисьонес 5:1 |

### Тур 11
| Пеньяроль — Сентраль 6:2       |
| Насьональ — Рампла Хуниорс 5:1 |
| Дефенсор — Ливерпуль 3:2       |
| Ривер Плейт — Уондерерс 1:1    |
| Серро — Мирамар Мисьонес 6:1   |

### Тур 12
| Насьональ — Мирамар Мисьонес 0:0 |
| Пеньяроль — Дефенсор 4:3         |
| Сентраль — Серро 2:0             |
| Ливерпуль — Уондерерс 3:2        |
| Ривер Плейт — Рампла Хуниорс 3:0 |

### Тур 13
| Пеньяроль — Серро 7:0                 |
| Уондерерс — Дефенсор 1:0              |
| Рампла Хуниорс — Мирамар Мисьонес 3:0 |
| Ливерпуль — Сентраль 3:2              |
| Насьональ — Ривер Плейт 2:0           |

### Тур 14
| Сентраль — Ривер Плейт 1:0       |
| Ливерпуль — Серро 4:1            |
| Пеньяроль — Мирамар Мисьонес 5:2 |
| Рампла Хуниорс — Уондерерс 5:1   |
| Насьональ — Дефенсор 2:0         |

### Тур 15
| Пеньяроль — Ривер Плейт 2:2      |
| Насьональ — Серро 5:0            |
| Сентраль — Уондерерс 2:2         |
| Ливерпуль — Мирамар Мисьонес 1:1 |
| Дефенсор — Рампла Хуниорс 2:1    |

### Тур 16
| Насьональ — Уондерерс 4:1          |
| Дефенсор — Сентраль 1:1            |
| Ривер Плейт — Мирамар Мисьонес 1:0 |
| Рампла Хуниорс — Серро 1:0         |
| Пеньяроль — Ливерпуль 3:2          |

### Тур 17
| Дефенсор — Ривер Плейт 1:1      |
| Серро — Уондерерс 1:0           |
| Мирамар Мисьонес — Сентраль 4:2 |
| Насьональ — Пеньяроль 2:2       |
| Ливерпуль — Рампла Хуниорс 3:2  |

### Тур 18
| Рампла Хуниорс — Пеньяроль 3:1   |
| Ривер Плейт — Ливерпуль 5:1      |
| Мирамар Мисьонес — Уондерерс 1:1 |
| Насьональ — Сентраль 4:2         |
| Серро — Дефенсор 3:1             |